# Ортис, Фидель
Фидель Ортис Товар (исп. Fidel Ortiz Tovar, 10 октября 1908, Мехико — 9 сентября 1975, Мехико) — мексиканский боксёр, призёр Олимпийских игр.
Фидель Ортис впервые принял участие в Олимпийских играх в 1928 году, но проиграл. На Олимпийских играх 1936 года он сумел завоевать бронзовую медаль, выиграв бой за третье место против шведского боксёра Стига Седерберга.